# Aladia

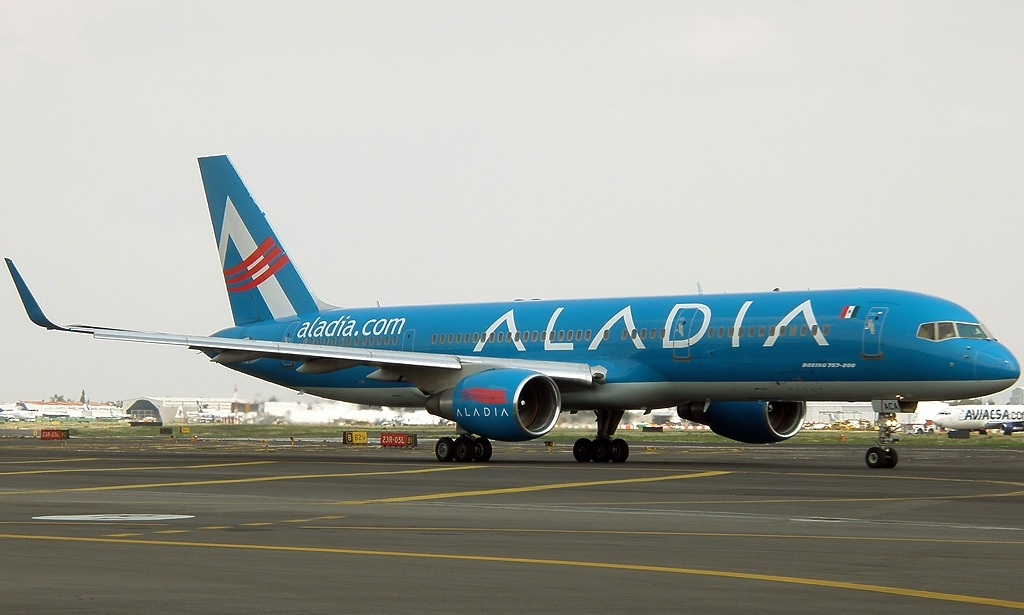
Boeing 757-2G5 (XA-ACA) de Aladia en el Aeropuerto Internacional de la Ciudad de México.

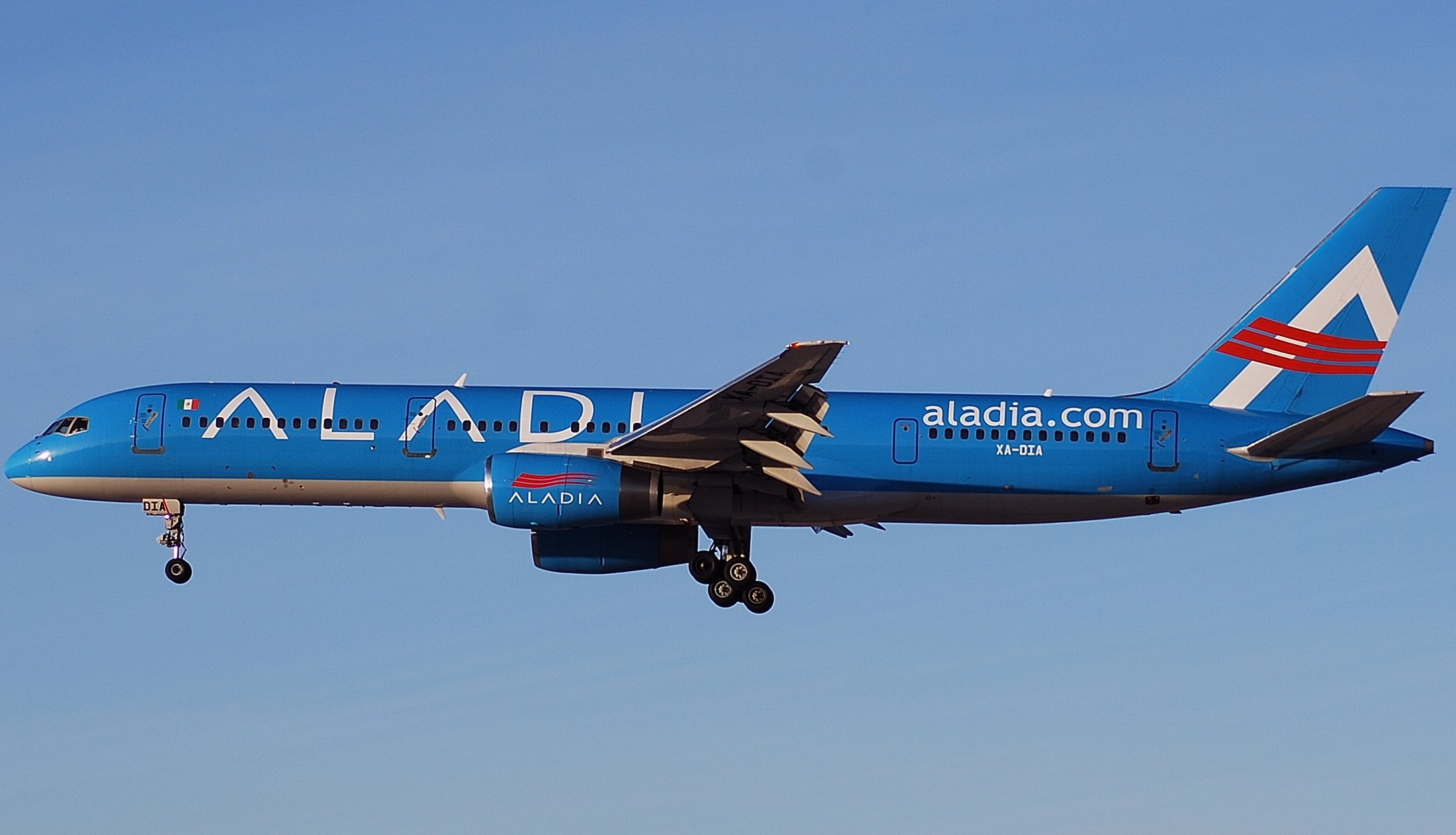
Boeing 757-2G5 (XA-DIA) de Aladia aterrizando en el Aeropuerto Internacional Harry Reid.

Aladia fue una Aerolínea de bajo costo Chárter mexicana basada en Monterrey, Nuevo León, México. Comenzó sus operaciones en diciembre de 2006 usando cuatro aeronaves Boeing 757 en rutas nacionales e internacionales.
Debido a la Crisis financiera de 2008, Aladia suspendió todas sus operaciones el 21 de octubre de 2008.
En 2011, el grupo removió a Pablo González-Ulloa de su puesto de presidente del consejo de administración y todos sus otros puestos en la compañía. Ellos también iniciaron acciones legales en contra suya, haciéndolo responsable de la mala gestión de la empresa durante su administración. La aerolínea no se disolvió oficialmente, sin embargo, por lo que relanzarla puede ser posible, de acuerdo con funcionarios de Aladia, su licencia sigue siendo válida.

## Destinos
A octubre de 2008, Aladia contaba con los siguientes destinos:

### México
- Cancún
- Chihuahua
- Cozumel
- Guadalajara
- Mazatlán
- Ciudad de México
- Monterrey HUB
- Puerto Vallarta
- Puebla
- Toluca

### Estados Unidos
- Colorado
  - Vail
- Florida
  - Orlando
- Nevada
  - Las Vegas

### Otros países
- Aruba
- Brasil
- Costa Rica
- Cuba
- Guatemala

## Flota
La flota de Aladia consistía de los siguientes aviones: (a enero de 2013).
- 4 Boeing 757-200

## Galería de fotos

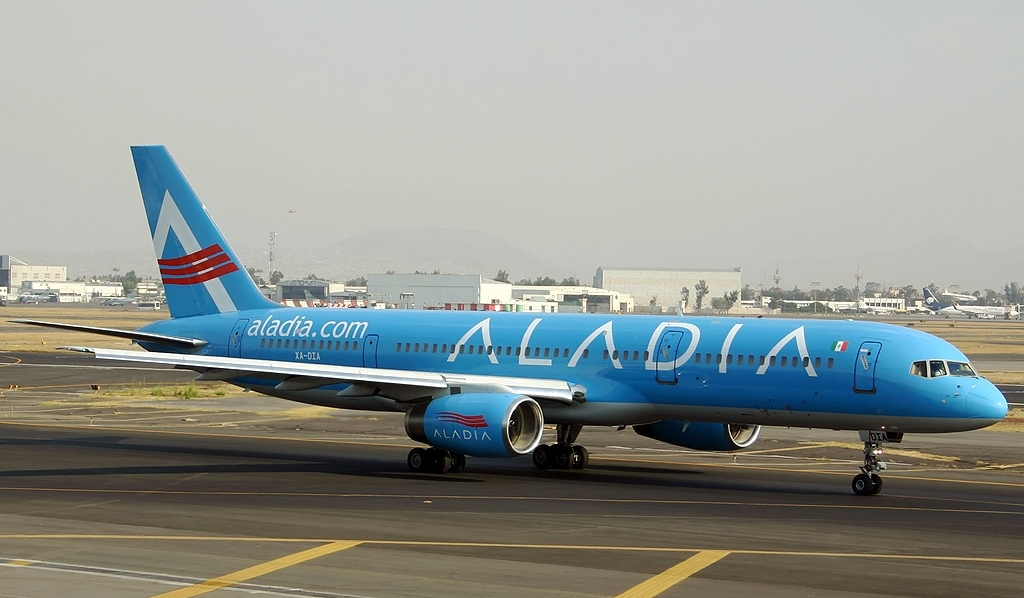
Boeing 757-2G5 (XA-DIA) de Aladia en el Aeropuerto Internacional de la Ciudad de México.
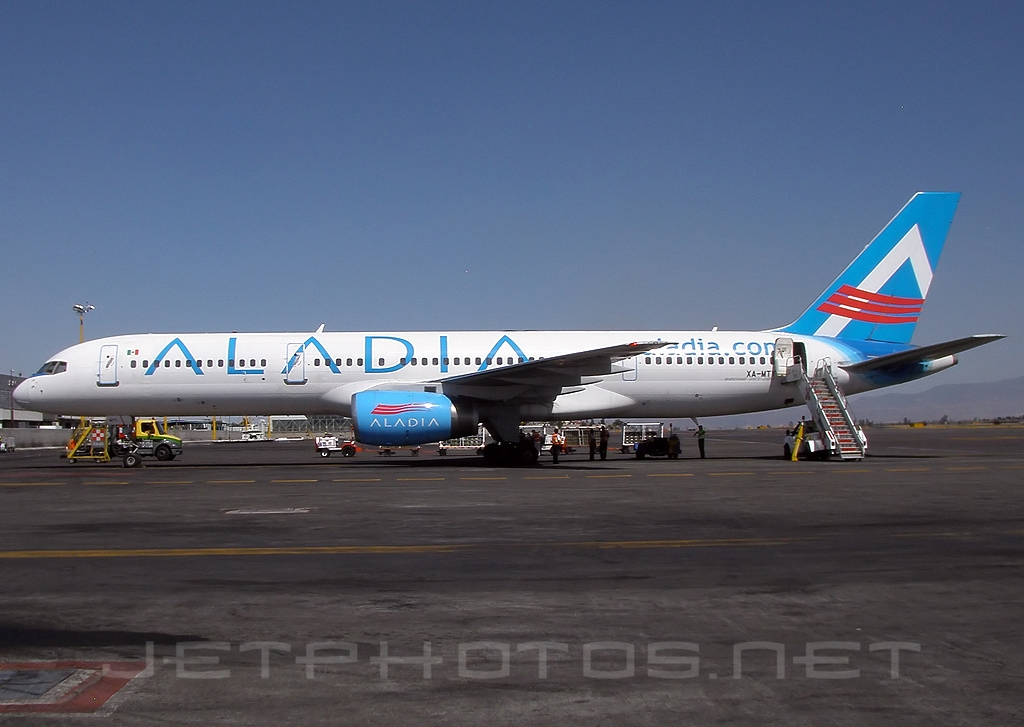
Boeing 757-2Y0 (XA-MTY) de Aladia en el Aeropuerto Internacional de la Ciudad de México.
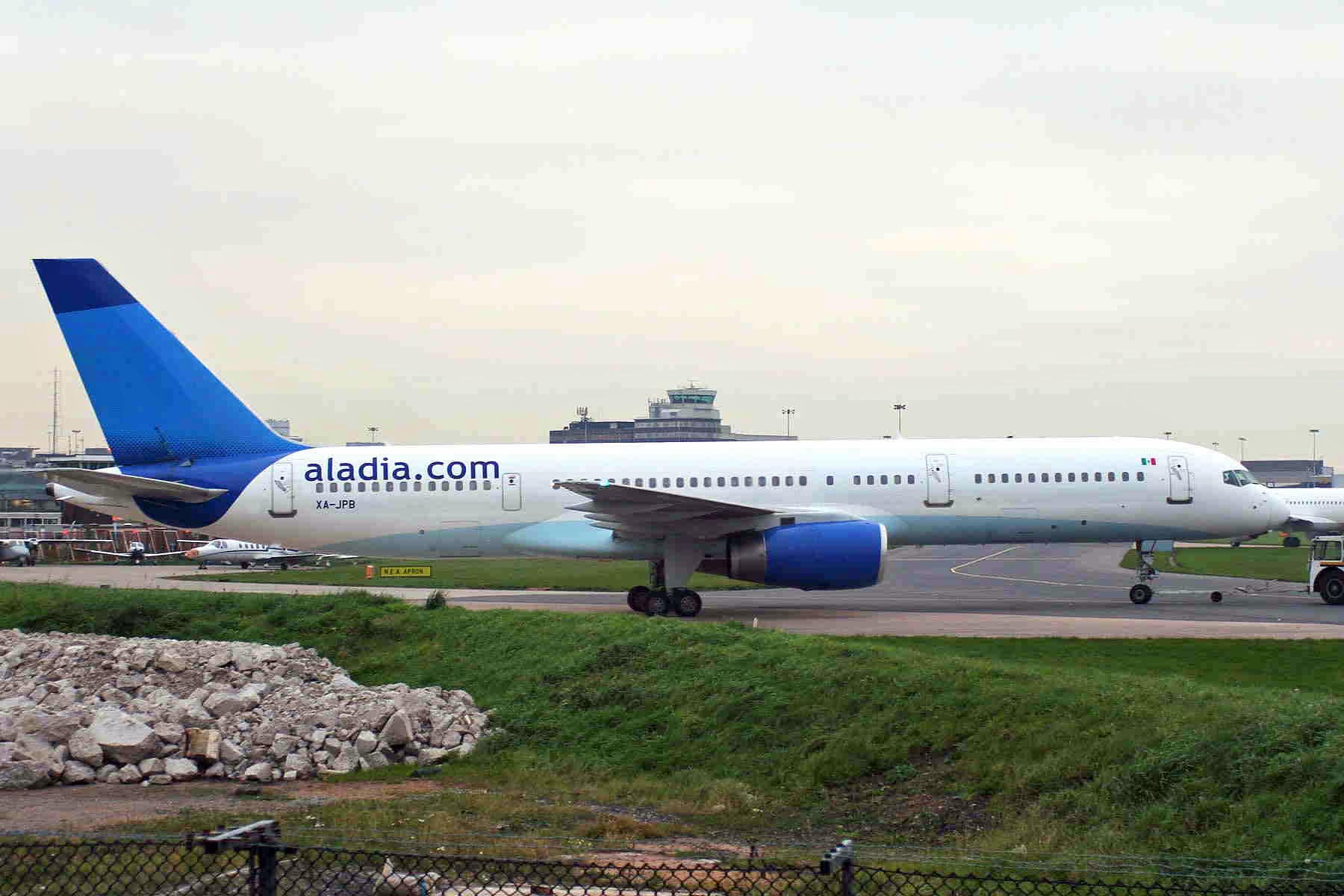
Boeing 757-25F (XA-JPB) de Aladia en el Aeropuerto de Mánchester.
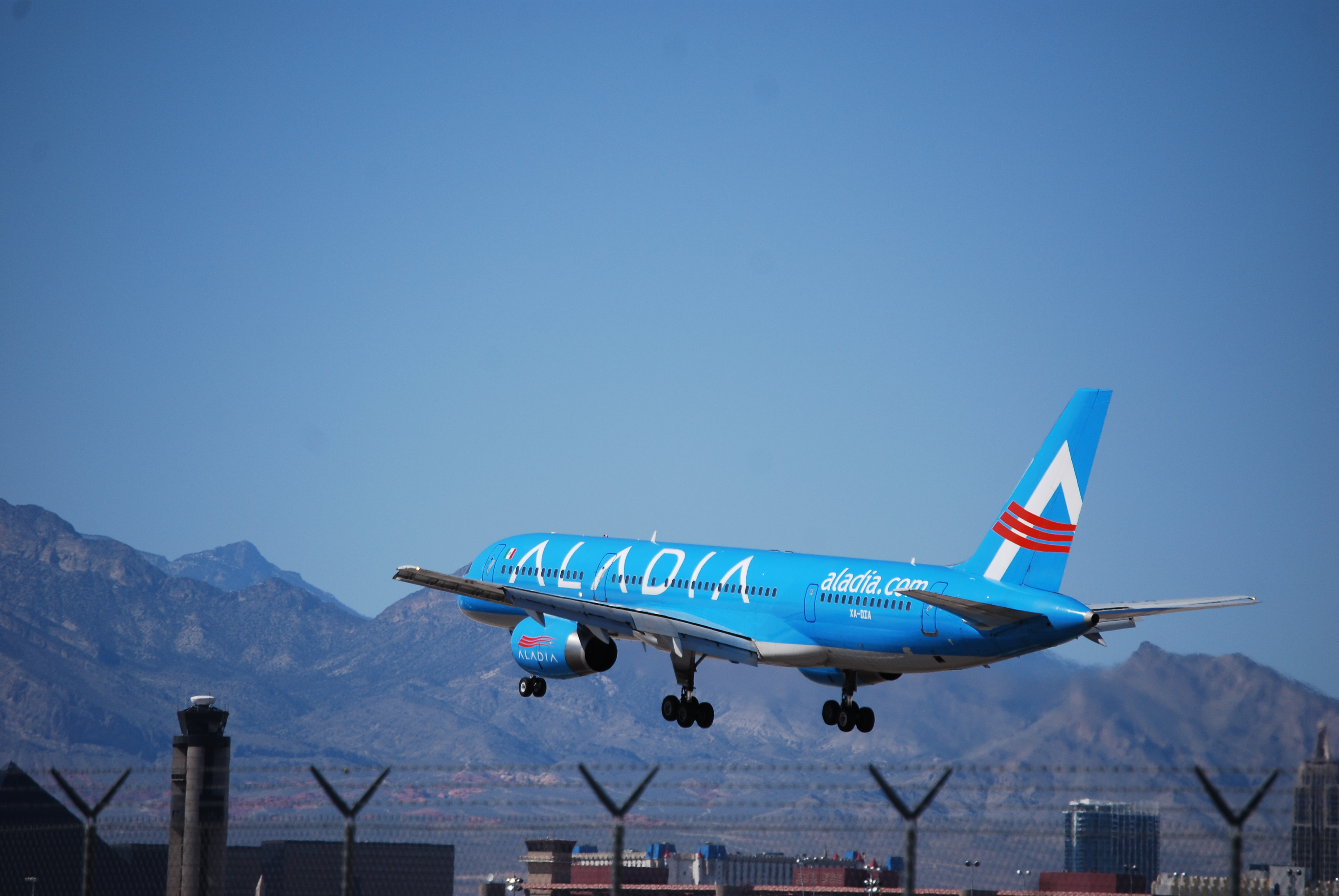
Boeing 757-2G5 (XA-DIA) de Aladia aterrizando en el Aeropuerto Internacional Harry Reid.